# トニー・クレモンズ
トニー・クレモンズ（Toney Clemons 1988年10月11日- ）はペンシルベニア州ピッツバーグ出身のアメリカンフットボール選手。現在フリーエージェント。ポジションはワイドレシーバー。

## 経歴
ミシガン大学で、2007年、2008年の2シーズンで先発3試合を含む19試合に出場した。1シーズンだけチャド・ヘニーとプレーし、1回だけパスをキャッチしている。2009年にコロラド大学へ転校した。その年はNCAAのルールにより試合には出られなかった。2010年、先発8試合を含む12試合に出場し、チーム2位の43回のレシーブ、チーム3位の482ヤードを獲得、3TDをあげた。2011年は、チーム2位の44回のレシーブで、チームトップの680ヤードを獲得、8TDをあげた。シーズン最後の4試合中3試合で100ヤード以上のレシーブをマークした。彼はビッグ12カンファレンスとパシフィック12カンファレンスでプレーした最初の選手となった。
2012年のNFLドラフトでは7巡でピッツバーグ・スティーラーズに指名された。開幕ロースターには残れず、プラクティス・スクワッドとしてスティーラーズに残った。11月26日、ジャクソンビル・ジャガーズと契約を結んだ。第14週のニューヨーク・ジェッツ戦で初出場、第16週のニューイングランド・ペイトリオッツ戦で初キャッチを記録した。この年4試合に出場し、3回のレシーブで41ヤードを獲得した。テネシー・タイタンズ戦では先発出場し、70スナップ以上でプレーした。2013年8月30日、ジャガーズから解雇された。9月2日、サンディエゴ・チャージャーズとプラクティス・スクワッド契約を結んだが、9月25日に解雇された。

## 人物
従兄弟にスティーブ・ブレストンがいる。